# LinuxMod

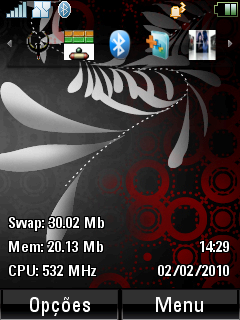
Motorola Z6 com LinuxMod 2.1 Bersek Beaver e aplicação MotoDesk

LinuxMod é a abreviação para Linux Modding, no qual é um sistema operacional baseado no Motomagx, que é um sistema baseado em Linux .
O sistema Motomagx vem instalado nos aparelhos celulares da "Terceira Geração" de celulares da Motorola, porém diversos usuários usam ferramentas (softwares) para modificá-lo, sendo esta ação chamada de "Modding", nomeando o sistema como "LinuxMod". O aparelho celular em que mais se tem variedade de "Moddings" é o modelo Motorola ROKR Z6.

## Legalidade
O uso deste sistema operacional modificado, por lei não é considerado ilegal, visto que o sistema operacional Linux é um software livre e de código aberto.

## Controvérsias
O uso de sistemas modificados por usuários é desencorajado pela Motorola e o uso dos mesmos faz com que o direito a garantia para reparos ou troca do aparelho em caso de danos seja anulada . Podendo ser ou não instalado por conta e risco do usuário.
A instalação errônea deste firmware modificado pode fazer com que o celular seja danificado .

## Versões
Geralmente cada modelo possui suas versões do LinuxMod, não necessariamente todas as LinuxMod tem as mesmas modificações e qualidades entre elas. Cada sistema operacional é compatível com apenas um modelo de celular, na qual este sistema pode ser redistribuído para diversos usuários do mesmo modelo. A instalação do sistema em um outro modelo poderá acarretar mau funcionamento e até mesmo "morte temporária" do aparelho. Em caso de erro, fazer o mesmo processo novamente resolverá o problema .
Algumas versões e seus respectivos modelos:
LinuxMod Flex 2.0 (Z6)

LinuxMod 3.0 Black Down (Z6)

LinuxMod 2.0 Aberrant Ape (Z6)

LinxuMod 2.1 Bersek Beaver (Z6)

LinuxMod Evolution 3.1 RC1 (Z6)

LinuxMod Fusion (V8)

LinuxMod SP1 RC1 (Z6)

LinuxMod SP1 RC2 (Z6)

LinuxMod SP1 RC3 (Z6)

LinuxMod SP1 RC3 (Norris Edition) (Z6)

LinuxMod SP2 (Z6)

LinuxMod 1.0 (Starter Edition) (Z6)

LinuxMod 0.8 (V8)

LinuxMod 2 (V8)

LinuxMod 3 (V8)

LinuxMod 4 (V8)

LinuxMod 5 (V8)

## Características
A principal característica de um LinuxMod é adicionar mais recursos ao celular, algumas vezes até mesmo aquelas que antigamente eram impossíveis com um software original, como rodar um sistema operacional baseado em MS-DOS como o Windows 3.11 ou até mesmo o Windows 95 usando uma aplicação adaptada do software chamado Dosemu.

## Desbloqueio
Alguns usuários afirmam ter migrado para um LinuxMod apenas pela tentativa de forçar o desbloqueio do aparelho, sendo que já há relatos de pessoas que conseguiram realizar o desbloqueio usando um LinuxMod.